# Абдулбобиён
Абдулбобиён (тадж. Абдулбобиён) — сельский населённый пункт (тадж. деҳа) в центральном Таджикистане. Находится в Рогунском районе — районе республиканского подчинения Таджикистана. Административно подчинён джамоату поселка городского типа Обигарм. Расположен в Раштской долине, в долине реки Вахш. Расстояние от села до центра района (г. Рогун) — 25 км, до пгт Обигарм — 12 км. Население — 111 человек (2017 г.), таджики.